# Війна за баварську спадщину
Війна за баварську спадщину (нім. Bayerischer Erbfolgekrieg; 3 липня 1778 — 13 травня 1779) — військовий конфлікт між Габсбурзькою монархією з одного боку і Пруссією та Саксонією з іншого. Був викликаний претензіями Австрії на Нижню Баварію і Верхній Пфальц і прагненням німецьких держав перешкоджати цим претензіям.

## Передісторія
Монархія Габсбургів, яка з середини XV ст. також займала престол Священної Римської імперії, прагнула встановити гегемонію в німецьких землях. Ці претензії неодноразово наштовхувались як на протидію більшості німецьких володарів — серед яких були королі Пруссії, курфюрсти Саксонії і Баварії — так і інших європейських держав. До середини XVIII ст. єдність імперії виявилась істотно підірваною, великі німецькі князівства практично вийшли з-під контролю імператора, тенденції дезінтеграції явно переважали над слабкими спробами імператора зберегти баланс влади в Німеччині. Смерть імператора Карла VI у 1740 році і припинення прямої чоловічої лінії дому Габсбургів ледь не поставила під загрозу саме існування монархії Габсбургів, але за підсумками війни за австрійську спадщину дочка Карла VI Марія Терезія змогла втримати за собою імператорську корону, хоч і ціною втрати Сілезії.
Семирічна війна 1756—1763 років різко змінила ситуацію на користь Габсбургів. Головний і найсильніший суперник Австрії — Королівство Пруссія — зміцнила своє становище в Німеччині. Спроби Австрії відновити Священну Римську імперію німецької нації і зайняти в ній провідне становище наштовхнулись на протидію більшості німецьких правителів, в першу чергу, прусського короля Фрідріха II.
Губертусбургський мир встановив систему рівноваги сил у Німеччині. У Відні різними заходами внутрішньої та зовнішньої політики намагалися змінити це співвідношення сил на користь Імперії, послабити Пруссію і водночас зміцнити австрійську абсолютну монархію. Зокрема, було вирішено «округлити» фамільні володіння Габсбургів шляхом обміну Південних Нідерландів на території в Баварії. На думку Йосифа II і Венцеля Кауніца, володіння Баварією сприяло б консолідації Австрійського дому, підкорило б йому всю Південну Німеччину, в той час як нідерландські провінції були віддалені від інших габсбурзьких земель і породжували суперечки з Британією та Нідерландами.
Ідея приєднання Баварії виникла при віденському дворі ще наприкінці XVII ст. Під час війн за іспанську та австрійську спадщину Габсбурги поверталися до цього плану. У 70-х роках XVIII ст. анексія Баварії розглядалася як компенсація за втрачені сілезькі володіння і єдиний засіб відновлення колишнього становища Австрії у Німеччині.

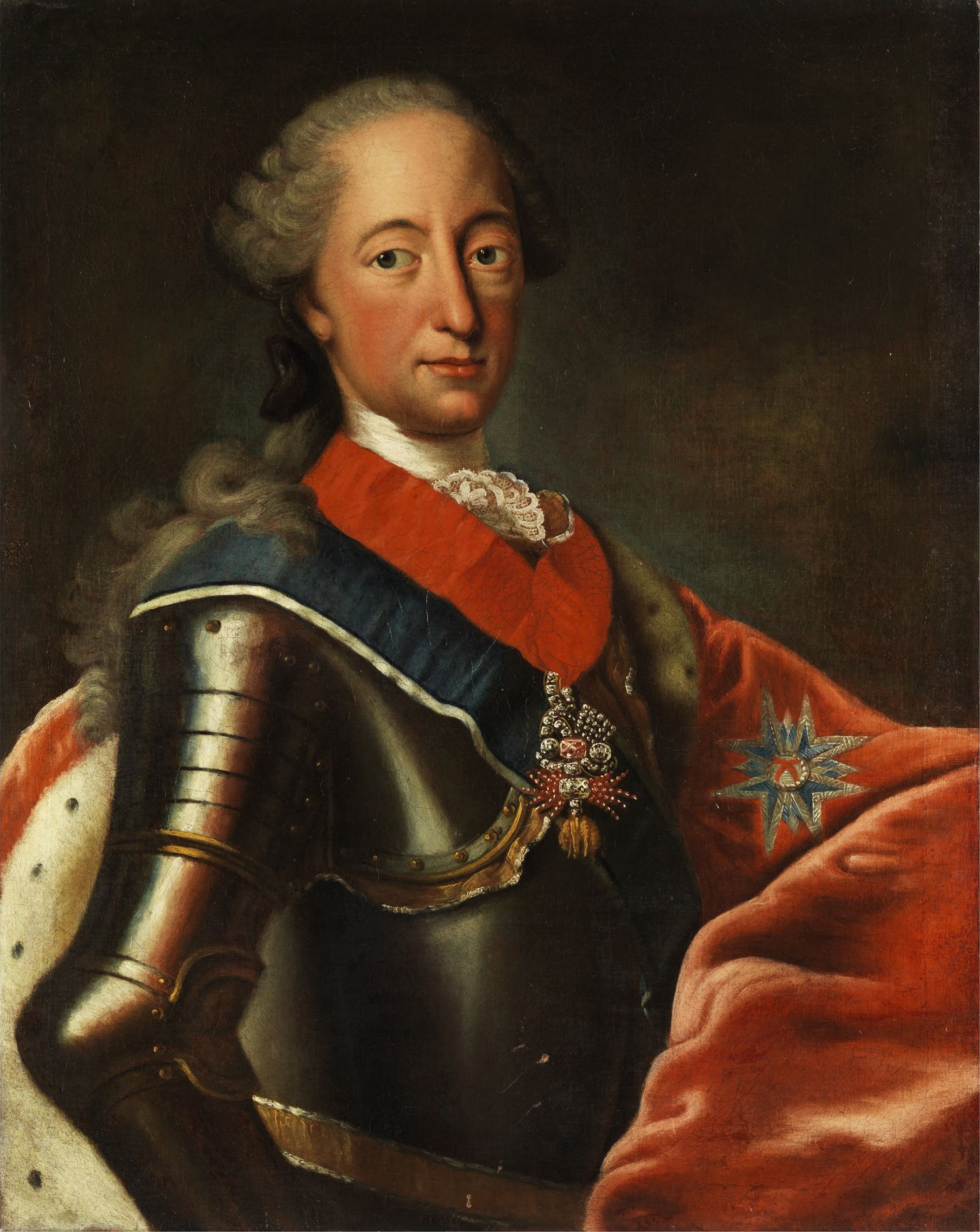
Максиміліан III Йосиф, герцог Баварський (портрет Георга Десмаре)

Після війни за австрійську спадщину Баварія перебувала в економічному застої і запустошенні. Чималі гроші витрачалися на утримання пишного двору курфюрста Максиміліана III Віттельсбаха, його численних коханок та позашлюбних дітей. Погано озброєна та недостатньо навчена баварська армія мала не більше 10 тис. чоловік. Країна залежала від субсидій Франції, але починаючи з 1740-х років французька фінансова допомога слабшала, а разом з нею і франко-баварські відносини.
Анексія Баварії Габсбурзькою монархією мала чималий політичний ризик, оскільки існувала небезпека втручання у німецькі справи усіх великих держав. Однак Австрія розраховувала на союз з Францією, який, здавалося, був зміцнений шлюбом (1770) доньки Марії Терезії Марії-Антуанетти з французьким дофіном Людовиком XVI, а також на зближення з Росією після першого поділу Польщі.

## Причини війни

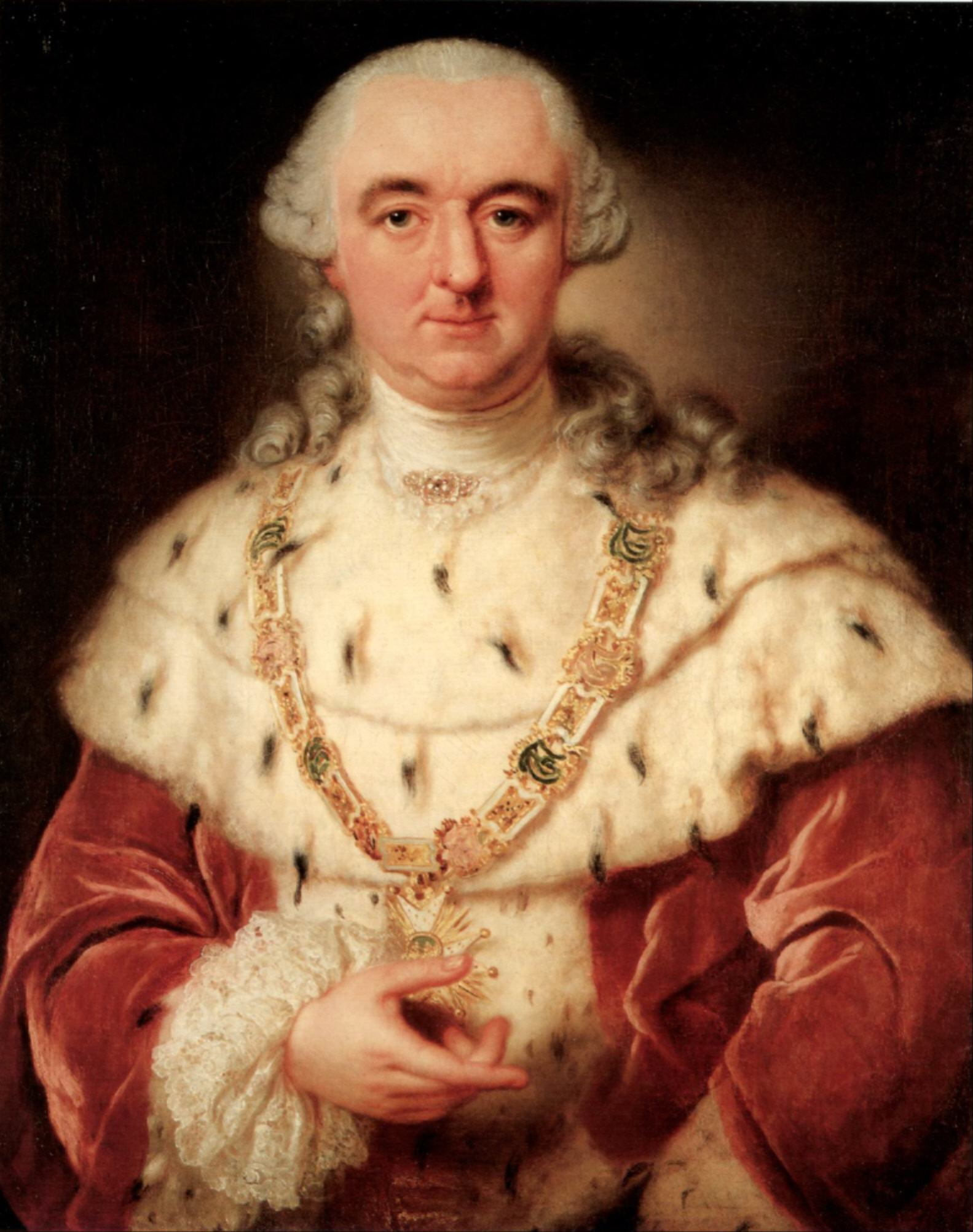
Карл IV Теодор (портрет Анни Доротеї Тербуш)

30 грудня 1777 року Максиміліан III помер від чорної віспи, не залишивши прямих спадкоємців. Його смерть означала припинення баварської лінії Віттельсбахів; згідно з Павійським договором, підписаним ще у 1329 році, влада в Баварії мала перейти до пфальцької лінії Віттельсбахів, яку очолював курфюрст Пфальца Карл IV Теодор.
Проте за угодами Габсбургів і баварських Віттельсбахів, укладеними в середині XVI ст., права на баварську спадщину були і у Австрії. Для Австрії приєднання Баварії забезпечило б домінування в Німецькій імперії. Імператор Священної Римської імперії та ерцгерцог Австрії Йосиф II прагнув розширити свої володіння за рахунок економічно розвинених німецькомовних земель.
Карл Теодор, освічений монарх, але при цьому млявий і апатичний, ніколи не прагнув влади над Баварією, віддаючи перевагу Пфальцу з його цілющим кліматом. Скориставшись цим, Йосиф II переконав його укласти таємну угоду, згідно з якою курфюрст віддавав Нижню Баварію та Верхній Пфальц у володіння австрійського домену. У відповідь Карл Теодор розраховував придбати у Йосифа II частину Австрійських Нідерландів.

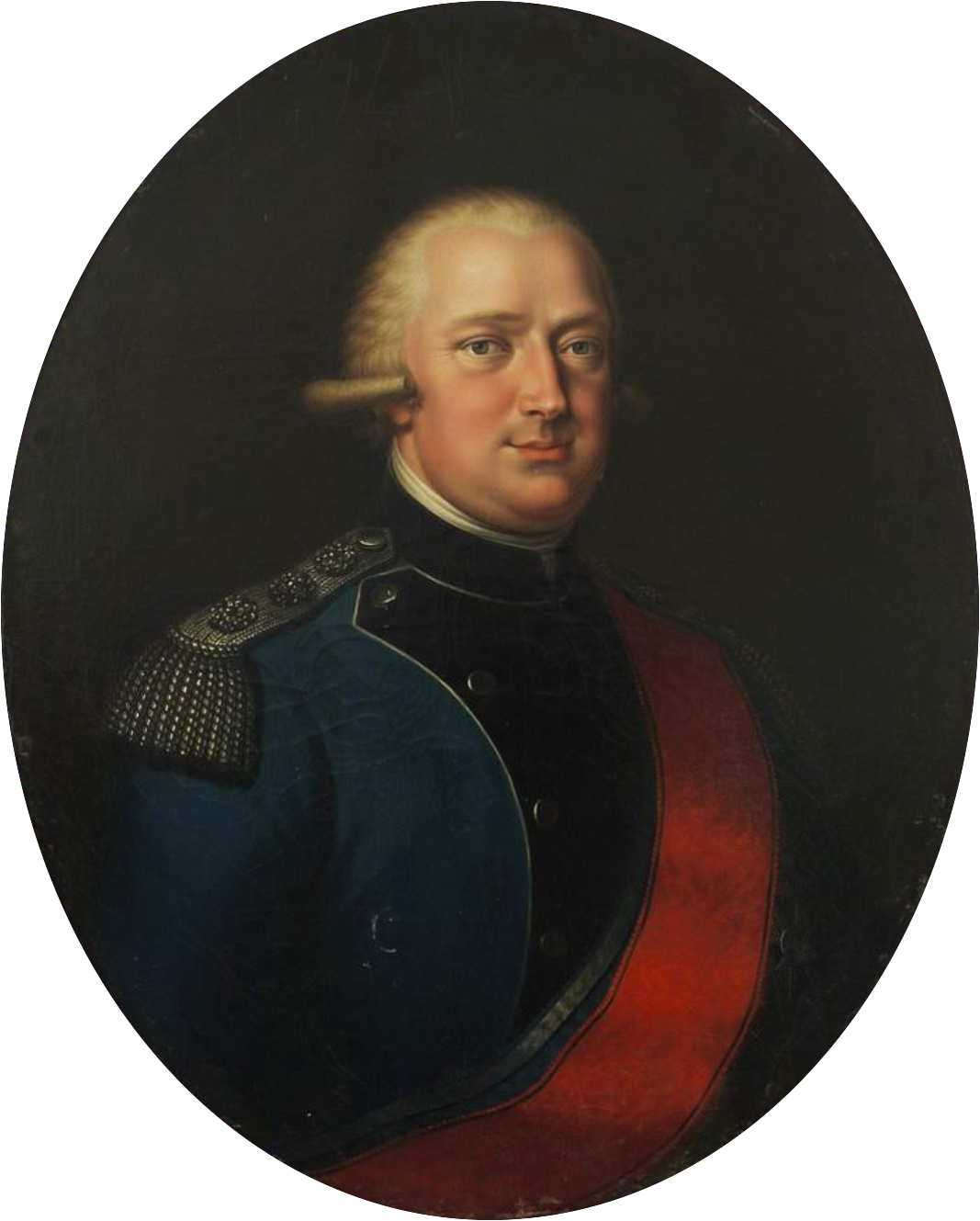
Карл II Август

Про перемовини Карла Теодора і Йосифа II стало відомо вдові Максиміліана III, Марії Анні. Марія Анна повідомила про ці плани спадкоємцю пфальцького курфюрста Карлу Августу Пфальц-Цвейбрюккенському, який не мав законних дітей. Карл II Август був зацікавлений у збереженні цілісності володінь роду Віттельсбахів і розпочав перемовини з королем Пруссії Фрідріхом II. За пропозицією міністра закордонних справ Франції Шарля де Верженна Фрідріх II переконав Карла Августа подати протест імперському сейму в Регенсбурзі.
3 січня 1778 року між Йосифом II і Карлом Теодором була підписана Віденська конвенція, згідно з якою Габсбурги отримували баварські землі в обмін на Австрійські Нідерланди (нині — Бельгія). Однак Карл Цвейбрюккенський заявив про свої претензії на баварську корону і відкрито запросив захисту Пруссії. Після цього Фрідріх II отримав право прямого посередництва у справі Баварії.

## Хід війни

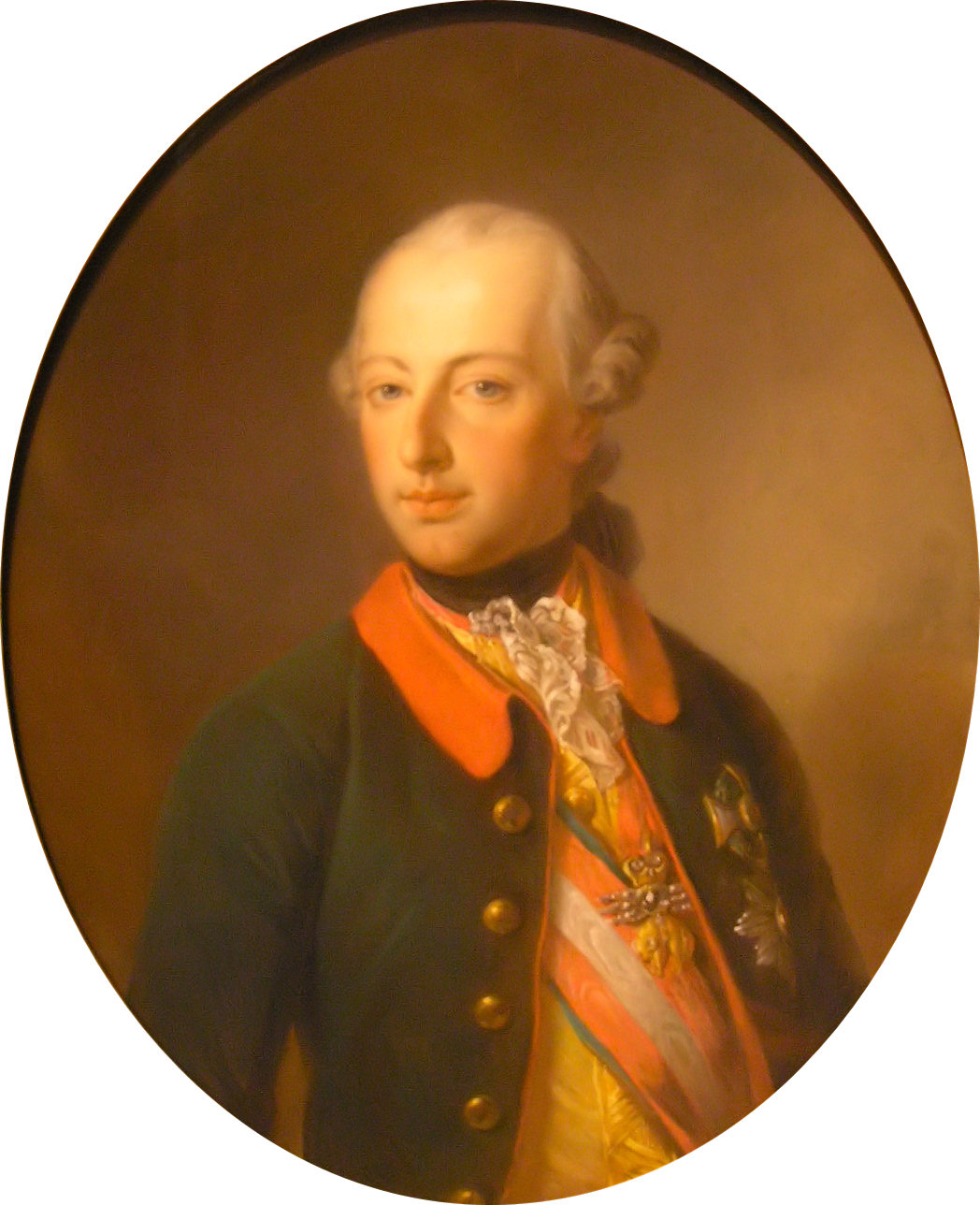
Йосиф II (портрет Георга Декера)

Імператор Йосиф II був повний рішучості затвердити за собою силою зброї те, що придбав договором. Австрійські війська з Угорщини, Італії і Фландрії почали концентруватись біля кордонів Пруссії. Їх загальна чисельність склала 170 тисяч чоловік.

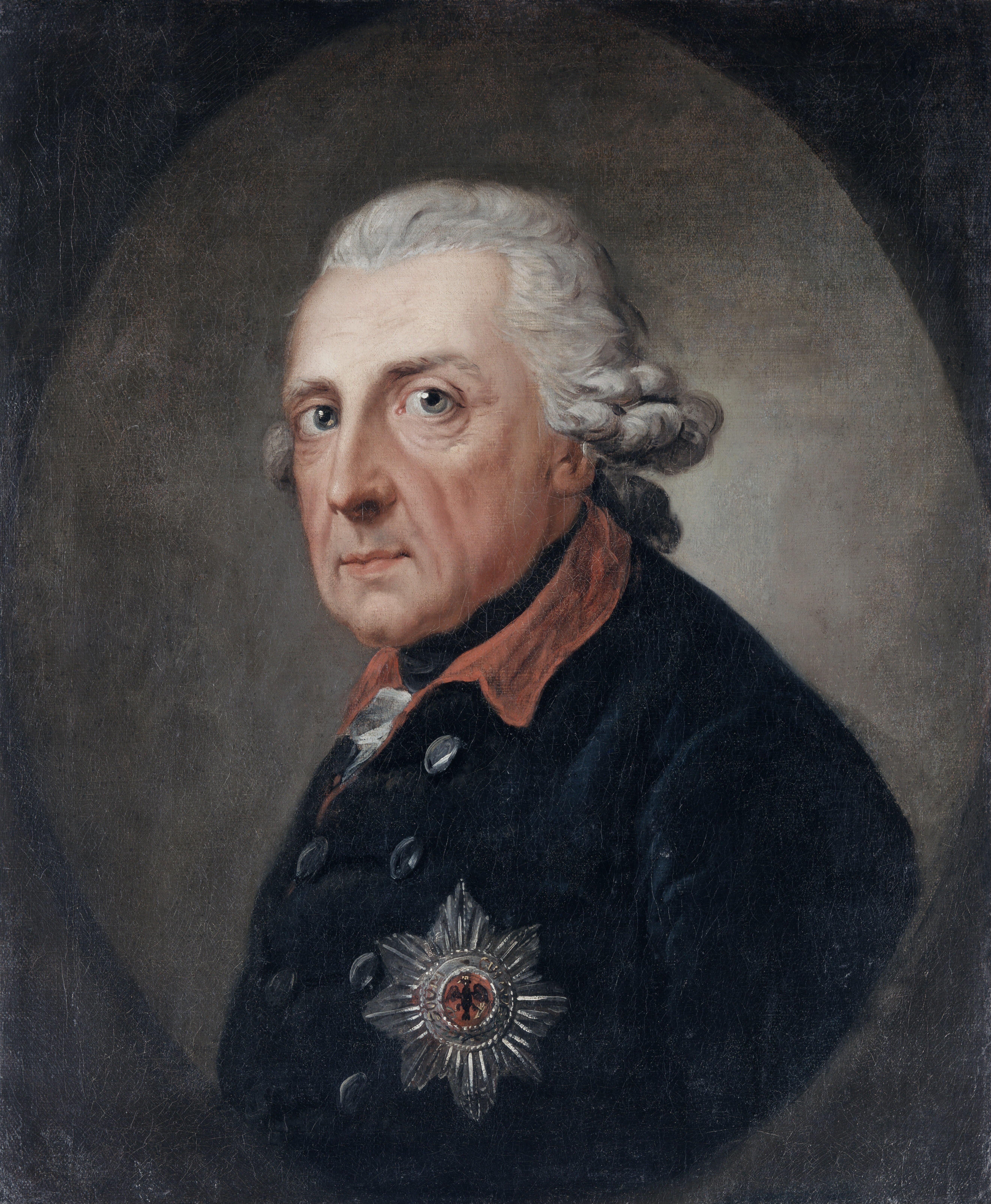
Фрідріх II Великий, король Пруссії (портрет Антона Граффа)

Фрідріх II виставив проти австрійців дві 80-тисячні армії: першу, під командуванням принца Генріха, зосередив поблизу Берліна, для дій в Саксонії; з другою сам вступив до Сілезії.
3 липня 1778 року прусські війська Фрідріха II вступили до Богемії через Наход. Його противник Йосиф II розташувався з більшою частиною австрійських військ на Ельбі табором близько 50 миль в довжину, захищеним водою, земляним валом і гарматами. Північний вхід до Богемії охороняла 60-тисячна армія фельдмаршала Лаудона. Армія була роздратована вимушеною бездіяльністю, однак король все ще сподівався змусити противника зустрітись з ним на полі бою, повторно направити загони до Моравії.
На початку серпня 1778 року принц Генріх провів свою армію через гори на схід від Ельби дорогами, які до цього вважались непрохідними. Лаудон опинився в безвиході. 14 серпня, аби уникнути нападу з тилу, він відступив до лінії річки Ізера.
В цей період поновилися перемовини між Віднем та Берліном щодо баварського питання, які показали значну ступінь взаємної недовіри. У вересні 1778 року нестача продовольства змусила Фрідріха II відступити у графство Глац, де його війська зайняли укріплений табір. Австрійська кіннота намагалася завдати їм шкоди під час ретиради, однак вона була відбита прусською піхотою. Кампанія 1778 року обійшлась воюючим сторонам у 20 тис. чоловік втраченими і 29 млн талерів.
У грудні 1778 року, під дипломатичним тиском Росії, підтриманою Францією, розпочались мирні перемовини. У березні 1779 року було укладено австро-прусське перемир'я. Згодом в Тешені відкрився мирний конгрес чотирьох держав, який проходив під головуванням російського князя Миколи Репніна, оскільки Франція була дуже зайнята війною з Великою Британією. 13 травня 1779 року конгрес закінчився підписанням Тешенського договору, який анулював австро-пфальцьку угоду 1778 року.

## Підсумки
За Тешенським договором Австрія визнавала права курфюрста Пфальцького на баварський престол, отримавши як компенсацію невелику територію між Рейном і Дунаєм; Пруссія — право на Ансбах і Байройт. Курфюрст пфальцький сплачував Саксонії 6 млн гульденів і погоджувався на ленні права на австрійські землі Глаухау, Вальденбург і Ліхтенштейн. Саксонський курфюрст Фрідріх Август III також відмовлявся від будь-яких претензій на баварську корону. Визнавши дію Вестфальського миру 1648 року і австро-прусських договорів 1742—1763 років, Тешенський договір підтвердив незмінність устрою Священної Римської імперії і австро-прусський дуалізм в Німеччині.
Австрія, яка оволоділа декількома районами Баварії і виграла кампанію, витіснила Фрідріха II зі своєї території. Однак стратегічна перемога залишилась за союзом німецьких держав на чолі з Пруссією — вони успішно і без жодного пострілу зуміли протистояти претензіям Габсбургів на землі Південної Німеччини. В німецькій історіографії ця війна часто називається «картопляною» (нім. Kartoffelkrieg) або «сливовою» (нім. Zwetschgenrummel). З самого її початку супротивники бились не стільки один з одним, скільки з негараздами постачання своїх військ, солдатам доводилось харчуватись самою лише картоплею. За іншою версією — вояки за поїданням картоплі проводили більше часу, аніж у боях.

## Наслідки
У 1785 році Йосиф ІІ змусив баварського курфюрста віддати йому Баварію, Оберпфальц, князівства Нейбург і Зульцбах і ландграфство Лейхтенберзьке в обмін на Австрійські Нідерланди (за винятком Люксембургу і Намюра). Аби швидше схилити Карла Теодора до цього обміну, імператор обіцяв дати новим володінням назву Бургундського королівства і, крім того, заплатити 3 млн гульденів. У випадку незгоди Йосиф II погрожував сприянням Росії і Франції, які схвалили його наміри.

Катерина II Велика, імператриця всеросійська (портрет Йоганна Баптиста Лампі старшого)

Таке насильство викликало всезагальне невдоволення. Фрідріх II швидко зорієнтувався у становищі і виступив «захисником німецьких прав». Він представив Катерині II всю несправедливість вимог Йосифа і ясні аргументи, що такий обмін областей порушує не лише корінні постанови німецької конституції, але й систему рівноваги держав, оскільки придбання Баварії давало Габсбургам можливість зазіхати на інші німецькі володіння. Крім того, Австрія порушувала умови Тешенського договору, за недоторканність яких відповідала Росія. У відповідь Катерина II виявила свою згоду імператору лише у випадку добровільної угоди, тому Йосиф II був змушений відмовитись від своїх намірів анексувати Баварію вдруге.
23 липня 1785 року під керівництвом Фрідріха II був створений Союз німецьких князів як альтернатива імперським інститутам, контрольованим Габсбургами. Австро-прусське суперництво позбавляло інші німецькі держави можливості чинити будь-який вплив на внутрішньоімперські справи. Стійкість імперії була остаточно втрачена.